# Dubovkai járás

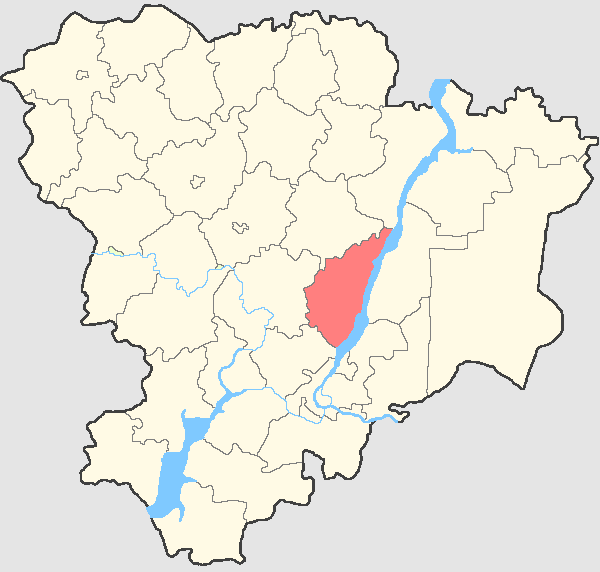
A Dubovkai járás a Volgográdi területen

A Dubovkai járás (oroszul Дубовский муниципальный район) Oroszország egyik járása a Volgográdi területen. Székhelye Dubovka.

## Népesség
- 1989-ben 28 024 lakosa volt.
- 2002-ben 31 186 lakosa volt.
- 2010-ben 30 108 lakosa volt, melyből 26 126 orosz, 1 610 török, 433 örmény, 255 ukrán, 222 üzbég, 164 tatár, 140 tadzsik, 127 csecsen, 111 azeri, 84 csuvas, 84 kazah, 72 mari, 61 rutul, 59 német, 58 fehérorosz, 43 koreai, 31 moldáv, 28 caur, 27 dargin, 25 grúz, 24 lezg, 19 komi, 19 kumik, 16 görög, 16 kínai, 15 mordvin, 15 tabaszaran stb.